# Coupé de Ville

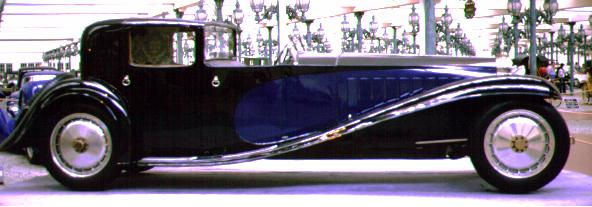
Beispiel für ein klassisches Coupé de Ville: Bugatti Type 41 „Royale“ Coupé Napoléon; Entwurf von Jean Bugatti; in der Cité de l’Automobile – Musée National – Collection Schlumpf

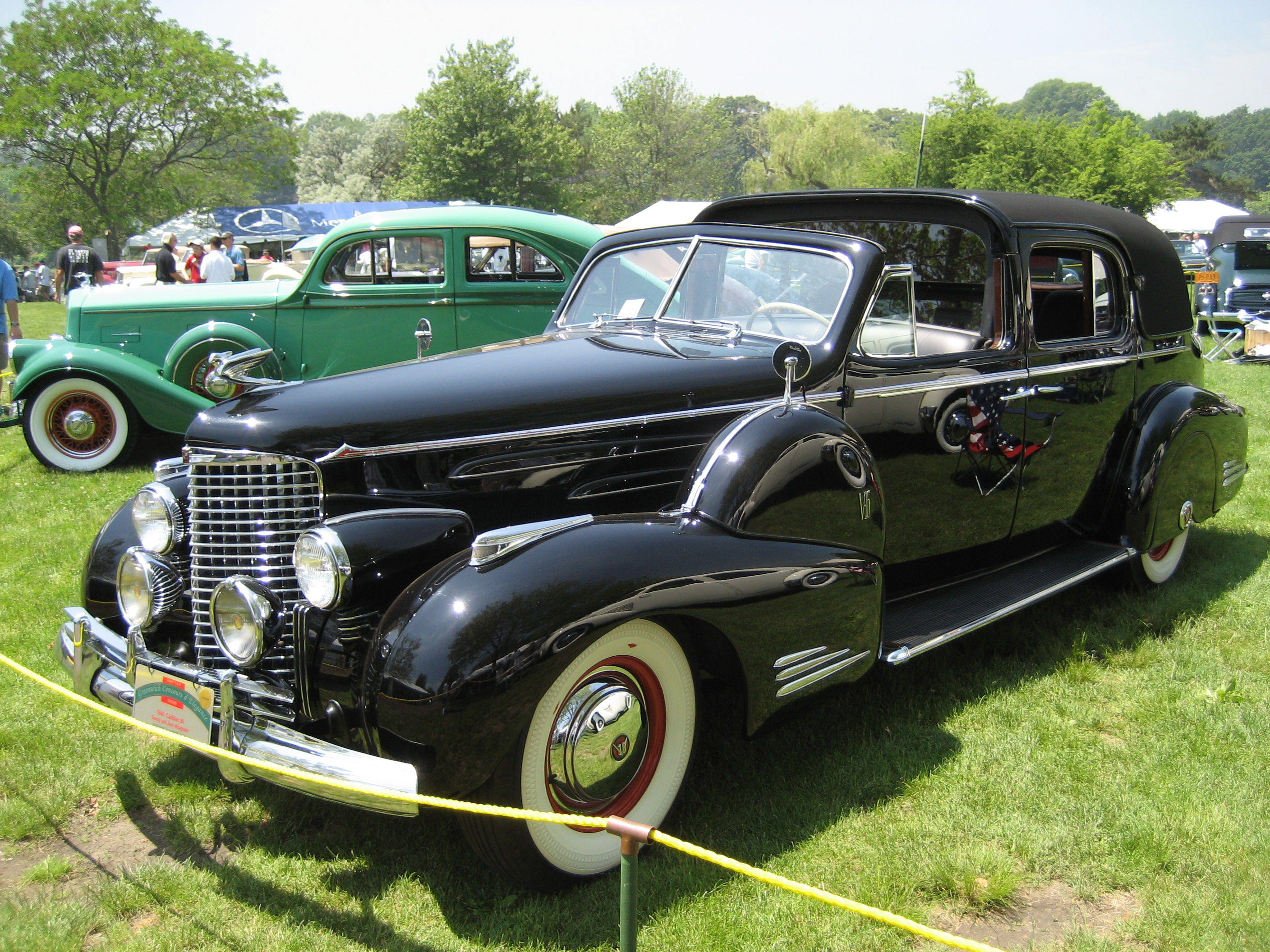
Dieser Cadillac V16 (Series 90) Town Car von Fleetwood ist deutlich von der entsprechenden Limousine abgeleitet (1940)

Coupé de Ville (auch Coupé-Chauffeur, und in den USA Town Car) ist die französische Bezeichnung für ein chauffeur-gelenktes Repräsentationsfahrzeug, bei dem der Fahrer entweder im Freien sitzt oder über ein Notverdeck verfügt, während den Passagieren ein geschlossenes Abteil zur Verfügung steht.
Der Begriff geht zurück auf das französische Verb couper (schneiden) und bezieht sich darauf, dass die Karosserie durch eine Trennscheibe getrennt, also „entzweigeschnitten“ ist.
Diese heute unübliche Karosserieform geht auf das Kutschenzeitalter zurück. Um bei Hofe ankommende Gäste sofort zu erkennen, war es notwendig, die Livree des Kutschers von weitem zu erkennen, weshalb dieser entsprechend gut sichtbar sein musste.
Zu Beginn des Automobilzeitalters war das Coupé de Ville (in den USA auch Town Coupé) ein mindestens viersitziges Fahrzeug, dessen hintere Sitzbank in einem geschlossenen Abteil analog dem Eisenbahn-Coupé untergebracht war. Vorne gab es keine Türen, keinen Wetterschutz und manchmal nicht einmal eine Windschutzscheibe. Später wurde diese Bezeichnung auf alle Aufbauten mit offenem Chauffeur-Abteil und geschlossenem Passagierraum übertragen.

## Technische Details
Analog einer Chauffeur-Limousine war die Trennscheibe manchmal fest angebracht, oft aber auch zum Öffnen vorgesehen (Schiebe- oder Hebevorrichtung). Der Verständigung mit dem Fahrer diente ein Sprechrohr, das in Ohrhöhe des Fahrers endete oder ein Instrumentenbrett, das die häufigsten Anweisungen enthielt, etwa „Stopp“, „Links“, „Rechts“ oder „Nach Hause“. Wurde eine dieser Tasten im Fond gedrückt, leuchtete am Armaturenbrett ein entsprechendes Signal auf.

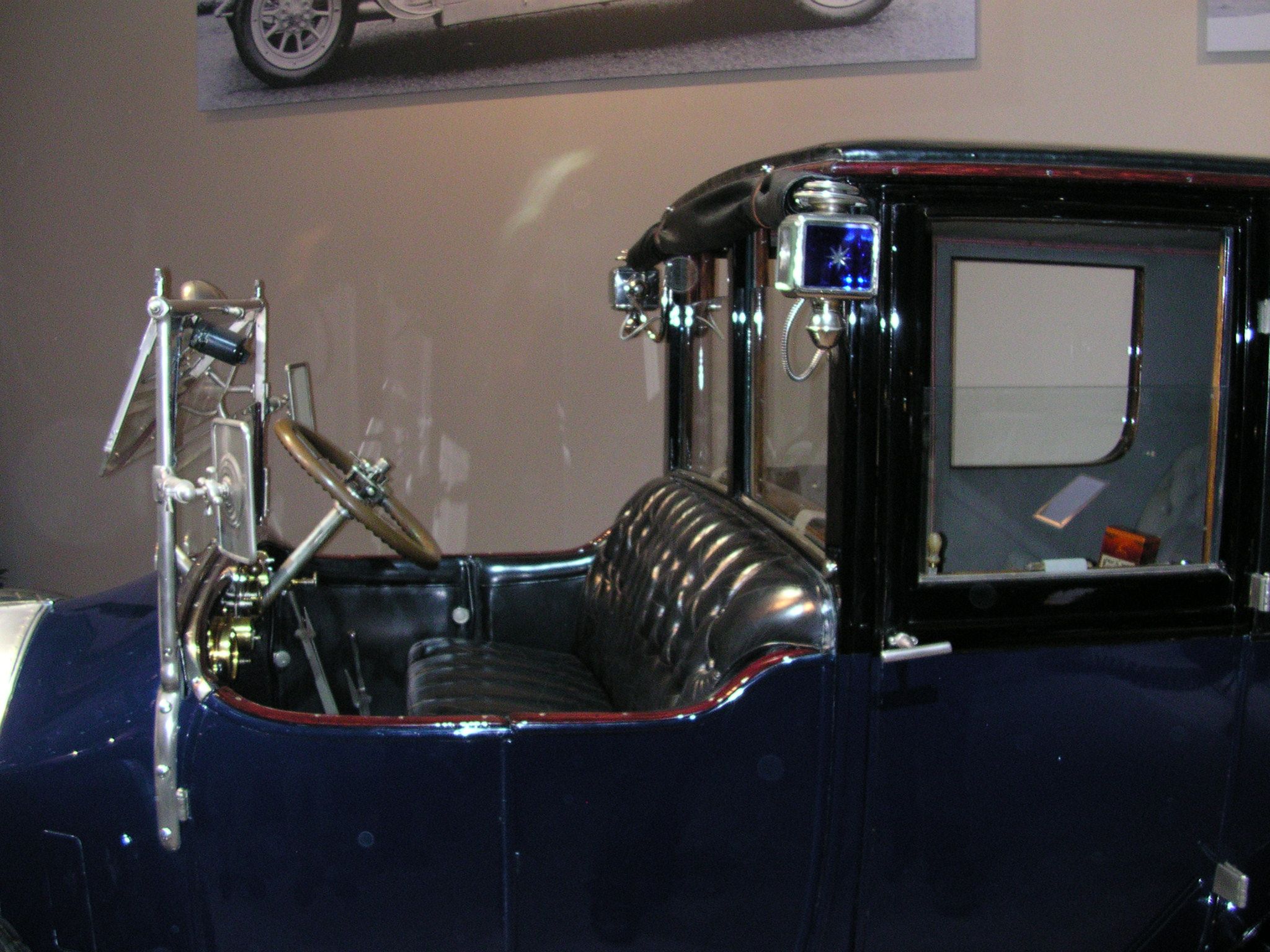
Rolls-Royce 40/50 h.p. „Silver Ghost“ Coupé de Ville von Mulbacher (1920): Der Fahrersitz ist mit schwarzem Leder bezogen; man beachte die Aufnahmen des Notverdecks oben am vernickelten Scheibenrahmen.

Häufig war in der Trennwand ein ausziehbares Notverdeck (meist aus Leder) untergebracht, dessen vorderer Teil am Windschutzscheibenrahmen befestigt wurde. Seltener war ein Metalldach verfügbar, das anstelle des Notverdecks montiert wurde.
Frontsitz und vordere Türverkleidungen waren in der Regel mit schwarzem Leder verkleidet, einem Material, das auch in ganz offenen Fahrzeugen verwendet wurde. Das Passagierabteil war vielfach opulent ausgestattet mit wertvollen Polsterstoffen wie Brokat und Holzapplikationen mit Intarsien. Oft war eine Bar oder ein Schminkset in der Trennwand untergebracht und über den Seiten- und Heckscheiben gab es Rollos und einen Spiegel in der C-Säule.
In Großbritannien wurden diese Karosserien auch Sedanca de Ville, in den USA Town Car oder Town Brougham genannt; eine veraltete deutsche Bezeichnung ist „Außenlenker“ (im Gegensatz zum „Innenlenker“), eine Chauffeur-Limousine.

## Varianten

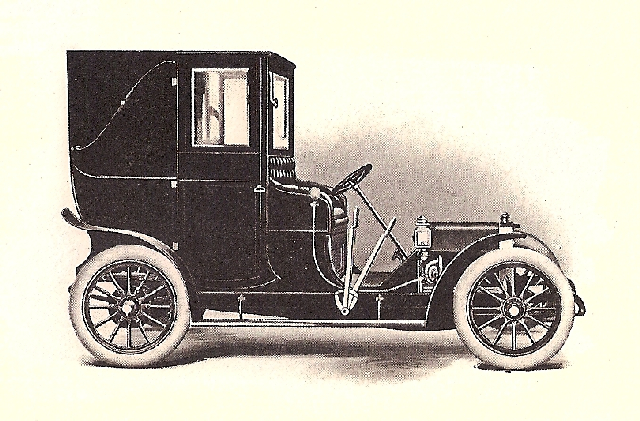
Thomas 4/20 Town Car mit festem Dach (USA, 1908). Wäre die hintere Dachpartie zu öffnen, gälte das Auto als Landaulet.

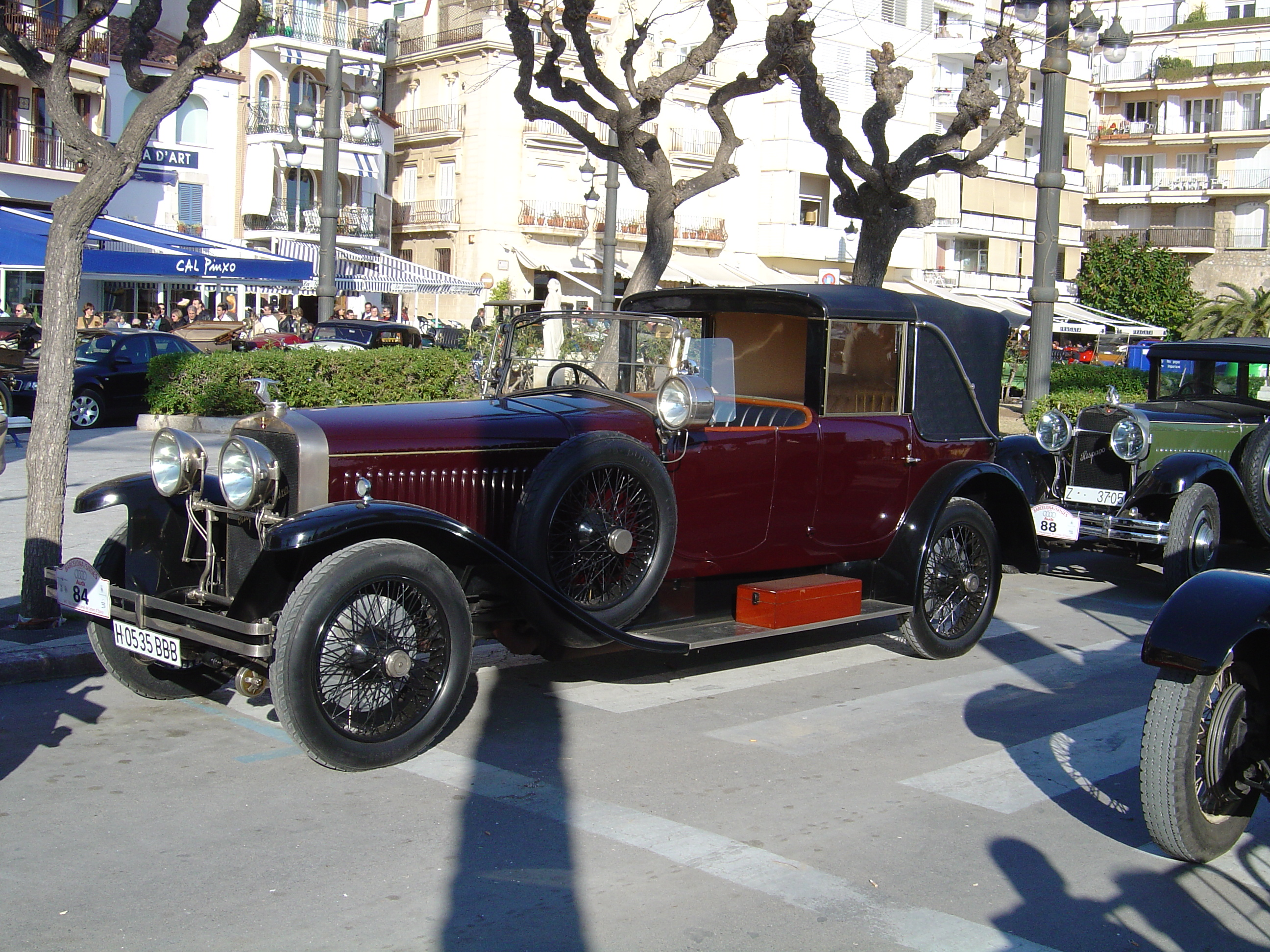
Hispano-Suiza H 6 Landaulet de Ville mit geschlossenem Verdeck (ca. 1925)

- Landaulet de Ville (auch Town Landaulet)
- Coupé de Ville mit festem Dach über dem Chauffeur-Abteil. Je nach Hersteller wurde diese Mischform zwischen Limousine und Coupé de Ville auch als Chauffeur-Limousine oder Open drive Limousine bezeichnet.

## Hersteller
Die geringen Stückzahlen in diesem kleinen Segment ließen kaum eine Serienproduktion zu. Deren Anfertigung von Hand als Einzelanfertigung (Full Custom) oder in einer kleinen Auflage mit individueller Ausstattung (Semi Custom) gehörte zum Angebot der meisten der auf diese Art der Produktion spezialisierten Betriebe.
In Frankreich waren Audineau et Cie., Mulbacher und Rothschild bekannt für solche Arbeiten, später kamen auch Kellner und Henri Binder dazu. Letztere haben beide je eine Karosserie für einen Bugatti Royale beigesteuert (Kellner Nr. 41-141 und Binder ein Coupé de Ville auf Nr. 41-111).
Bei den traditionsbewussten Briten spielten Sedancas eine bedeutende Rolle, naturgemäß vor allem für Rolls-Royce. Bekannte Namen sind Barker, Hooper, H. J. Mulliner oder Park Ward.
Town Cars oder Town Broughams waren in den USA eine Spezialität von Brewster (vor allem für Rolls-Royce, Packard und eigene Chassis), LeBaron oder Rollston.

## Varia
DeVille ist die Bezeichnung eines Cadillac-Modells von 1956 bis 2005.

## Trivia
Im Film Der gelbe Rolls-Royce hatte ein Rolls-Royce Phantom II mit Sedanca-De-Ville-Karosserie von Barker (1931, Fahrgestell Nr. 9JS) eine Hauptrolle.
Das Nachfolgemodell Rolls-Royce Phantom III erlangte durch seinen Auftritt in dem James-Bond-Film Goldfinger als Fahrzeug von Auric Goldfinger und dessen Leibwächter Oddjob Bekanntheit. Für den Film wurden zwei ähnliche Fahrzeuge verwendet; das bekanntere mit der Fahrgestell-Nummer 3BU168 trägt einen Sedanca-De-Ville-Aufbau von Barker. Dieser Wagen existiert heute noch und wird gelegentlich auf Ausstellungen gezeigt.